# Zacharias Heinesen
 Der er for få eller ingen kildehenvisninger i denne artikel, hvilket er et problem. Du kan hjælpe ved at angive troværdige kilder til de påstande, som fremføres i artiklen.

Zacharias Karl Ulrik Heinesen (født 19. juni 1936 i Tórshavn) er en færøsk kunstmaler, der er søn af forfatteren William Heinesen.
Zacharias Heinesen er en central skikkelse i færøsk billedkunst, og som har sat sig dybe spor i den færøske kunsthistorie. Hans kompositioner med kantede fjelde og huse i klare farver, har på det nærmeste dannet skole inden for færøsk kunst. Han blev uddannet på kunstakademierne i Reykjavík, Island og København. Siden har han været bosat i Færøernes hovedstad, Tórshavn. 
- 1957-58 Det Islandske Kunstakademi v. Sigurdi Sigurdsson
- 1959-63 Kunstakademiet i København v. Niels Lergaard

Zacharias Heinesen koncentrer sig i sine landskabsmalerier om farvens udtrykskraft og intense styrke og om fladens vibrerende liv. Motivmæssigt kredser han i disse år især om temaet bygden ved havet. Husenes gavle, facader og tage indgår i et mønster af flader, som også omfatter de mange små jordlodder, der omgiver bygden. Fladekompositionen fortsætter op i fjeldenes facetterede struktur og skyformationernes figurer. Lodrette, vandrette og diagonale linjer, der signalerer husenes omrids, markskel, stengærder og hegn og landskabsformationers konturer, markerer billedets kubistisk prægede rytme og bevægelse. Farveholdningen karakteriseres af et blåt-grønt register, der spiller op imod røde og gule farver og gyldne islæt af okkertoner. Det foretrukne afbilledede landskab er de senere år blevet erstattet af motivmæssige skildringer hvor mennesker, dyr og planter er fremherskende. Det bemærkes ofte i hans bogillustrationer, bogomslag, rumdekorationer m.m. 
Der er udgivet en ny færøsk pengeseddelserie med Heinesens akvareller med hans motiver af færøske landskaber på bagsiden: 
- 50 kroner: Sumba på Suðuroy, 2001
- 100 kroner: Klaksvík, 2003
- 200 kroner: Tindhólmur ved Vágar, 2004
- 500 kroner: Hvannasund på Viðoy, 2004
- 1.000-kroner: Sandoy, 2005

## Udstillinger
- Ólavsøkuframsýningin 1951-59, 1961-91
- KE 1960
- Færeysk List, Islands Kunstmuseum, Reykjavík 1961
- Færøsk Kunst, Bergens Kunstforen. 1970
- Art from the Faroe Islands, Lerwick, Edinburg m.fl. 1971
- Fire færinger, Gal. Gl. Strand, Kbh. 1971
- Den Nordiske 1972, 1974-94
- Færøsk Kunst, Den frie Udst. bygn. m.fl. 1976, 99, 2003, 06
- Føroysk List, Nordiskt Koncentrum, Reykjavík, Sveaborg m.fl. 1983-85
- Færøsk nutidskunst, Vejen Kunstmuseum 1980
- Vrå-udstillingen 1984
- Færøsk Kunst 86, Nikolaj, Kbh. 1986
- Da. kulturdage, Kunstnernes Hus, Ukraine 1986
- Færøsk Kunst, Huset i Asnæs 1989
- Galleri Steen, Oslo 1998
- Kunstnernes Hus, Oslo 1995
- Corner 1996
- Várframsýningin, Færøernes Kunstmuseum 1990-2000
- Galleri Focus, Tórshavn 2002
- Bredgade Kunsthandel 2003,04,06
- Hafnarborg 2005.

- == Separatudstillinger ==
- Galleri Gl. Strand, Kbh. 1971, 1973, 1977
- Færøernes Kunstmuseum 1973, 1975, 1993
- I'Union de Banques à Paris 1986
- Gal. Sct. Gertrud, Kbh. 1986, 1990, 1993
- Gal. List, Tórshavn 1989-91
- Mikkelberg, Sydslesvig 1992
- Horsens Bibl. 1992
- Gal. Borg, Reykjavík 1993
- 70 års fødselsdagsudstilling, Galleri Åhuset, Køge 2006
- Nordatlantens Brygge, Kbh., 2007.

## Udsmykninger
- 1991 Fløjaltertavlen i Husum danske kirke, Slesvig-Holsten. Motivet er "Jesus stiller stormen på Genesaret sø". Når tavles lukkes i fastetiden fremkommer motivet "Nedtagelsen af korset
- 1982 Eysturskúlin (fo), Torshavn
- 1987 Lágardur, Torshavn
- 1989 Østre Landsret

## Udmærkelser
- 1961 Gerda Iversens legat
- 1963 Listafelag Føroya
- 1972 Ny Carlsbergfondet
- 1986 Henry Heerups Æreslegat
- 2006 Færøernes Landsstyres Kulturpris (Mentanarvirðisløn Landsins)

## Galleri
- Eystara vág ved Tórshavn
- Úti á Reyni
- Heinesens mor